# يوسف الفضلي
يوسف الفضلي (1978-)، هو لاعب كرة يد كويتي سابق، لعب مع نادي القادسية ومنتخب الكويت لكرة اليد ويحمل الرقم 12.

## سيرته الرياضية
ولد يوسف الفضلي في الكويت من عام 1978)، يعتبر من أبرز نجوم العصر الذهبي لمنتخب الكويت لكرة اليد والذين حققوا الإنجازات الخليجية والعربية والآسيوية، وبرز في مباريات المنتخب والأندية التي مثلها طوال مشواره الرياضي، وحقق العديد من الإنجازات ومنها: أربعة ألقاب آسيوية وهي رصيد منتخب الكويت لكرة اليد في أعوام 1995 في الكويت و2002 في إيران و2004 في قطر وأخيرًا 2006 في تايلند، فيما لعب في 7 بطولات لكأس العالم وكانت البطولة الأولى عام 1995 في أيسلندا وعمره لم يتجاوز الـ 17 عامًا ثم في عام 1999 في القاهرة وفي فرنسا 2001 والبرتغال 2003 وتونس 2005 وفي ألمانيا 2007 وأخيرا في كرواتيا 2009.
كما حصل على جائزة أفضل حارس مرمى لكرة اليد في قارة آسيا 3 مرات، أولاها كانت عام 2002 في إيران، كما تم اختياره ضمن تشكيلة منتخب نجوم العالم لكرة اليد مرتين في (روسيا وألمانيا)، وحصل على لقب أفضل حارس في الخليج، وعلى لقب بطولة الخليج 3 مرات مع منتخب الكويت لكرة اليد.
وساهم في تأهل منتخب الكويت لكرة اليد لأولمبياد أتلانتا في الولايات المتحدة الأميركية عام 1996، واحترف في الدوري القطري مع فريق الجيش، والدوري البحريني مع فريق الأهلي، ومثل أندية السالمية والكويت والقادسية وكاظمة والصليبيخات والفحيحيل، وحقق انجازات محلية وخليجية وآسيوية منها الأسياد مرتين في قطر.

## فرق لعب لها
- نادي القادسية الرياضي
- نادي الكويت الرياضي
- نادي كاظمة الرياضي.
- نادي صليبيخات الرياضي.
- نادي الجيش - لكرة اليد.
- نادي الفحيحيل.
- نادي الاهلي لكرة اليد.

## إنجازاته
- أفضل حارس مرمى لكرة اليد في قارة آسيا 3 مرات.
- اختياره ضمن تشكيلة منتخب نجوم العالم لكرة اليد مرتين.
- أفضل حارس في الخليج.